# Championnat du Venezuela de football 1972
Navigation
Saison 1971 Saison 1973
La saison 1972 du championnat du Venezuela de football est la seizième édition du championnat de première division professionnelle au Venezuela et la cinquante-deuxième saison du championnat national. 
Le championnat est scindé en deux tournois saisonniers où les neuf clubs sont regroupés au sein d'une poule unique où ils s'affrontent deux fois, à domicile et à l'extérieur. Les deux premiers de chaque tournoi se qualifient pour la poule pour le titre. Il n'y a ni promotion, ni relégation en fin de saison. 
C'est le club du Deportivo Italia qui remporte la compétition, après avoir terminé en tête de la poule finale, avec un seul point d'avance sur un duo composé du Deportivo Galicia et d'Anzoátegui FC. C'est le quatrième titre de champion du Venezuela de l'histoire du club.

## Les clubs participants
| - Deportivo Portugués - Tiquire Aragua - UD Canarias - Deportivo Italia - Portuguesa FC - Promu en Primera División | - Deportivo Galicia - Anzoátegui FC - Estudiantes de Mérida - Promu en Primera División - Valencia FC |

## Compétition
Le barème utilisé pour établir les différents classements est le suivant :
- Victoire : 2 points
- Match nul : 1 point
- Défaite : 0 point

### TournoiApertura
| Rang | Équipe                 | Pts | J  | G | N | P  | Bp | Bc | Diff |
| ---- | ---------------------- | --- | -- | - | - | -- | -- | -- | ---- |
| 1    | Deportivo Italia       | 20  | 16 | 9 | 2 | 5  | 22 | 15 | +7   |
| 2    | Tiquire Aragua         | 19  | 16 | 8 | 3 | 5  | 24 | 18 | +6   |
| 3    | Anzoátegui FC          | 18  | 16 | 6 | 6 | 4  | 18 | 12 | +6   |
| 4    | Estudiantes de MéridaP | 18  | 16 | 6 | 6 | 4  | 15 | 14 | +1   |
| 5    | Deportivo Galicia      | 17  | 16 | 6 | 5 | 5  | 11 | 9  | +2   |
| 6    | UD Canarias            | 17  | 16 | 4 | 9 | 3  | 11 | 12 | -1   |
| 7    | Portuguesa FCP         | 16  | 16 | 6 | 4 | 6  | 23 | 19 | +4   |
| 8    | Valencia FCT           | 10  | 16 | 3 | 4 | 9  | 12 | 19 | -7   |
| 9    | Deportivo Portugués    | 9   | 16 | 3 | 3 | 10 | 12 | 30 | -18  |

|  | Qualification pour la poule pour le titre                                                |
|  | T : Tenant du titre C : Vainqueur de la Coupe du Venezuela P : Promu en Primera División |

### TournoiClausura
| Rang | Équipe                 | Pts | J  | G  | N | P | Bp | Bc | Diff |
| ---- | ---------------------- | --- | -- | -- | - | - | -- | -- | ---- |
| 1    | Anzoátegui FC          | 25  | 16 | 10 | 5 | 1 | 22 | 8  | +14  |
| 2    | Deportivo Galicia      | 21  | 16 | 7  | 7 | 2 | 17 | 11 | +6   |
| 3    | Valencia FCT           | 21  | 16 | 8  | 5 | 3 | 19 | 11 | +8   |
| 4    | Estudiantes de MéridaP | 18  | 16 | 8  | 4 | 4 | 16 | 12 | +4   |
| 5    | Portuguesa FCP         | 14  | 16 | 4  | 6 | 6 | 17 | 17 | 0    |
| 6    | Deportivo Italia       | 11  | 16 | 2  | 7 | 7 | 7  | 12 | -5   |
| 7    | Tiquire Aragua         | 11  | 16 | 2  | 7 | 7 | 18 | 27 | -9   |
| 8    | Deportivo Portugués    | 11  | 16 | 2  | 7 | 7 | 13 | 22 | -9   |
| 9    | UD Canarias            | 10  | 16 | 3  | 4 | 9 | 14 | 23 | -9   |

|  | Qualification pour la poule pour le titre                                                |
|  | T : Tenant du titre C : Vainqueur de la Coupe du Venezuela P : Promu en Primera División |

Barrage :
| Équipe 1          | Résultat | Équipe 2    |
| ----------------- | -------- | ----------- |
| Deportivo Galicia | 2 - 0    | Valencia FC |

### Classement
| Rang | Équipe            | Pts | J | G | N | P | Bp | Bc | Diff |
| ---- | ----------------- | --- | - | - | - | - | -- | -- | ---- |
| 1    | Deportivo Italia  | 7   | 6 | 3 | 1 | 2 | 5  | 5  | 0    |
| 2    | Anzoátegui FC     | 6   | 6 | 3 | 0 | 3 | 11 | 9  | +2   |
| 3    | Deportivo Galicia | 6   | 6 | 3 | 0 | 3 | 10 | 9  | +1   |
| 4    | Tiquire Aragua    | 5   | 6 | 2 | 1 | 3 | 8  | 11 | -3   |

|  | Qualification pour la Copa Libertadores 1973               |
|  | T : Tenant du titre C : Vainqueur de la Coupe du Venezuela |

Barrage :
| Équipe 1          | Résultat | Équipe 2      | Aller | Retour |
| ----------------- | -------- | ------------- | ----- | ------ |
| Deportivo Galicia | 6 - 2    | Anzoátegui FC | 4 - 0 | 2 - 2  |

## Bilan de la saison
| Championnat du Venezuela de football 1972 |                             |
| Champion                                  | Deportivo Italia (4e titre) |
| Coupes et trophées                        |                             |
| Vainqueur de la Coupe du Venezuela 1972   | Deportivo Portugués         |
| Qualifications continentales              |                             |
| Copa Libertadores 1973                    | Deportivo Italia            |
| Copa Libertadores 1973                    | Deportivo Galicia           |
| Promotions et relégations                 |                             |
| Promus en Primera División                | Aucun                       |
| Relégués en Segunda A                     | Aucun                       |